# 斯瓦頓峰
斯瓦頓峰（英語：Svaton Peaks），是南極洲的山峰，位於沙克爾頓海岸，處於伊麗莎白女王嶺北端，美國地質調查局根據測量和該國海軍的空中照片繪入地圖，現時由南極條約體系管理。